# Anakonda
Anakondaen (latin: Eunectes) er en af verdens største kvælerslanger, som kan blive op til 9 meter lang. Den lever kun i sumpområder omkring amazonfloden i det nordlige Sydamerika.

## Arter
- Stor anakonda (Eunectes murinus)
- Gul Anakonda (Eunectes notaeus)
- Grøn Anakonda (Eunectes beniensis)
- (Eunectes deschauenseei)

Når anakondaen bliver omtalt menes ofte Stor Anakonda som kan blive op til 8-9 meter lange og veje op til 150 kilo.
Navnet kommer formodentligt fra portugisisk, men har rødder i det singhalesiske ord  henakanday, dvs. "en slags slange", et navn, som indeholder ordet "hena" – "lyn".
Anakondaen tilbringer det meste af sit liv i langsomt strømmende vand på udkig efter bytte. Når et dyr kommer ned til vandkanten for at drikke, griber slangen det i sine vindinger og kvæler det langsomt.
Hunnerne får op til 40 levende unger,som er 66 cm lange fra fødslen. Anakondaer vokser hele livet.
| Dyr | Spire Denne artikel om dyr er en spire som bør udbygges. Du er velkommen til at hjælpe Wikipedia ved at udvide den. |